# Autour de Bürgers
Erythrotriorchis buergersi
Espèce
Statut de conservation UICN

 DD  : Données insuffisantes
Statut CITES
L'Autour de Bürgers (Erythrotriorchis buergersi), autour de Bürger ou autour à épaulettes brunes, est une espèce d'oiseau du genre Erythrotriorchis appartenant à la famille des Accipitridae. Il s'agit d'un oiseau de taille moyenne, il est endémique de l'île de Nouvelle-Guinée à l'ouest de la Mélanésie. On le retrouve à la fois en Indonésie et en Papouasie-Nouvelle-Guinée. Cette espèce d'oiseau est relativement rare et difficile à observer. Il n'y pas de statut attribué par l'Union internationale pour la conservation de la nature à cette espèce, néanmoins celle-ci est protégé par une CITES.

## Description
L'autour de Bürgers est un rapace dont la longueur varie entre 43 et 53 cm, taille comparable à celle de l'autour de Meyer ou l'autour blanc, pour une envergure de 85 à 109 cm, ce qui est comparable à l'autour de Doria, plus long que lui,,. La queue fait entre 21 et 25 cm, ce qui est légèrement plus grand que celle de l'autour des Moluques,. Les mâles sont plus petits que les femelles atteignant une taille moyenne représentant environ 78% de la taille moyenne des femelles, ce qui est une proportion assez équilibré comparé à l'autour de Doria ou de l'autour à manteau noir, mais légèrement moindre que l'autour à tête grise,. Il s'agit donc d'un autour de grande taille parfois placé dans le genre Accipiter, il est fort probable que son parent actuel le plus proche soit l'autour rouge qui est une espèce venant d'Australie,. Les ailes sont longues et arrondies, la queue est de taille moyenne,. Cet oiseau est semble-t-il assez bruyant lorsqu'il cercle, autrement dit quand il plane et profite des courants atmosphériques,. Il y a, chez cette espèce, un dimorphisme sexuel entre les mâles et les femelles,. Les mâles ont le dessus noir avec de larges lisérés roux sur les épaules, un peu moins sur le scapulaire, et des barres caudales indistinctes,. Le dessous est blanc avec des stries et taches noires. Elles sont rousses sur la culotte,. On connait mal les femelles mais, d'après les rares observations, il semble qu'elles soient assez identiques aux mâles : les lisérés sur les épaules sont plus brun et sont moins larges, le dessous est similaire avec plus de taches, le blanc est moins présent,. Une unique observation dans la nature a révélé l'existence de femelles entièrement noires,. Les mâles juvéniles sont roux vif. Les plumes du dessus sont barrées de noire, il y a également des stries sur la tête,. Les zones nues sans plumes tournent vers le jaune vert que ce soit sur les pattes ou la cire, cela devient plus jauni chez les adultes,. Pour les mâles juvéniles comme pour les femelles, il y a des débuts de blanc sur la jugulaire,. Les femelles juvéniles se différencient des mâles par leur sous-caudale qui, pour les femelles, a déjà les couleurs de l'adulte, alors que le mâle est roux vif barré de noir entièrement,.

## Répartition et habitat
L'autour de Bürgers se retrouve sur l'île de Nouvelle-Guinée. Deux populations sont connues, l'une vivant au nord-ouest de l'île dans la partie Indonésienne,,. L'autre se trouve du sud est de l'île jusqu'au centre de l'île sur la chaîne Centrale,. On ne sait pas si les deux populations ne sont qu'une en réalité ou s'il existe d'autres populations,,. Il s'agit d'un oiseau difficile à observer mis à part des individus naturalisés — les observations rares — au sujet duquel peu d'informations sont disponibles,,. On sait que c'est un oiseau montagnard, il affectionne les forêts de montagnes et de collines et vit entre 450 et 1600 m d'altitude, ce qui est moins que l'autour à manteau noir qui peut vivre jusqu'à 3300 m,,. Il semble que la zone ou l'on retrouve la plus grande population d'autours de Bürgers se situerait dans la Province du Nord en Papouasie-Nouvelle-Guinée, non loin du Mont Victoria, entre Kokoda, Isurava et Gorari. La dernière observation bien documentée date de mars 2014.